# NGC 2419
NGC 2419 je kuglasti skup u zviježđu Risu. 

## Vanjske poveznice
- SEDS: NGC 2419